# Hello, My Name Is Doris
Hello, My Name Is Doris è un film del 2015 diretto da Michael Showalter.
Il film è un adattamento del cortometraggio del 2011 Doris & The Intern scritto e diretto da Laura Terruso, coautrice della sceneggiatura assieme a Showalter. Protagonista della pellicola è Sally Field, che interpreta un'eccentrica sessantenne attratta da un suo giovane collega. Fanno parte del cast anche Max Greenfield, Beth Behrs, Wendi McLendon-Covey, Stephen Root, Elizabeth Reaser e Tyne Daly.

## Trama
Doris Miller è una timida ed eccentrica sessantenne, che vive da sola in seguito alla morte della madre, con la quale ha vissuto per tutta la vita. Al funerale, suo fratello Todd e sua moglie cercano di convincerla a vendere la casa e a sbarazzarsi di tutti gli oggetti che negli anni ha accumulato. Nonostante un disturbo di accumulo, Doris vive una vita ordinaria fatta di lavoro, che raggiunge quotidianamente con il traghetto, e le serate con la sua unica amica Roz. Un giorno sul posto di lavoro incontra il neo-assunto John Fremont, molto più giovane di lei, di cui si infatua subito. Spinta dai video di auto-miglioramento del motivatore Willy Williams, Doris decide di conoscerlo a tutti i costi. La donna estremamente impacciata non riesce ad attirare l'attenzione del giovane collega, così chiede l'aiuto di Vivian, la nipote di Roz, che crea un falso profilo su Facebook per avere informazioni su di lui. Scopre che ama un gruppo elettropop e che sta progettando di partecipare ad un concerto imminente, acquista un CD della band e riesce ad ottenere l'attenzione di John. I due si incontrano al concerto e passano la serata assieme, parlando e confidandosi sulle proprie situazioni sentimentali. John le dice che lui e la sua ragazza si sono da poco lasciati, mentre Doris rivela che è stata impegnata in passato, ma quando il suo fidanzato ha accettato un lavoro in Arizona non ha potuto seguirlo per prendersi cura di sua madre. I due si salutano e John le dà un bacio della buonanotte, facendo innamorare Doris ancora di più.
Nei giorni successivi Doris vede John distratto e scopre che sta frequentando una ragazza di nome Brooklyn. Anche se Brooklyn si rivela accogliente e perfetta per John, Doris è devastata e dopo una notte di alcol, in un impeto di rabbia, posta un commento su Facebook utilizzando il suo profilo falso. La mattina dopo suo fratello Todd si presenta a casa con una terapeuta per aiutare la sorella a buttare un po' di oggetti inutili, ma quando sua cognata si intromette, Doris irritata caccia tutti da casa sua. Todd si dice deluso dal suo comportamento, ma Doris gli rinfaccia di essere stato assente quando la loro madre aveva bisogno di aiuto e che per questo lei si è preclusa tante opportunità nella sua vita. Sul posto di lavoro, Doris assiste ad un litigio tra John e Brooklyn a causa del suo commento sul social network. Dopo il lavoro, John le racconta che si sono lasciati e invita Doris a passare il giorno del ringraziamento con i suoi amici. Lei accetta e quando lui le chiede se è interessata ad uscire con un uomo più giovane, presume che è interessato a lei.
La sua amica Roz tenta di metterla in guardia, dicendole che sta facendo un enorme errore, ma Doris si rifiuta di ascoltarla. Si veste e va alla festa del ringraziamento a casa di John. Durante la festa Doris dice a John che deve parlargli e quando sono finalmente soli in camera da letto, la donna si dichiara al giovane ammettendo di essere innamorata di lui e di essere la responsabile del post che ha portato Brooklyn a lasciarlo. Sconvolto, John respinge Doris, che si giustifica dicendo di aver agito spinta dall'amore per lui. Doris chiede a John cosa intendeva quando gli ha chiesto se era interessata ad uscire con un uomo più giovane e il ragazzo le dice che voleva fargli conoscere suo zio, di dieci anni più giovane, anche lui invitato alla festa. Doris affranta se ne va e trova conforto nell'amica Roz.
Doris decide di prendere in mano la sua vita, chiama la terapista per aiutarla a svuotare casa sua e decide di licenziarsi. Al suo ultimo giorno di lavoro, Doris e John si lasciano in buoni rapporti e quando la donna va verso l'ascensore, John la chiama per nome e corre da lei, dichiarandole il suo interesse per lei e la volontà di iniziare una sincera relazione con lei. Quando si baciano si rivela essere l'ennesima fantasia di Doris. In realtà, entra da sola nell'ascensore e dopo un attimo di esitazione John la chiama per nome e corre verso l'ascensore. Le porte si chiudono.

## Distribuzione
Il film è stato presentato in anteprima il 14 marzo 2015 al South by Southwest Film Festival e successivamente al Montclair Film Festival. Il 27 novembre dello stesso anno è stato presentato al 33° Torino Film Festival. È stato distribuito limitatamente nelle sale cinematografiche statunitensi l'11 marzo 2016 e in ampia distribuzione dal 1º aprile 2016.

## Riconoscimenti
- 2015 - SXSW Film Festival
  - Premio del pubblico
- 2016 - National Board of Review Award
  - Migliori dieci film indipendenti
- 2016 - Critics' Choice Awards
  - Candidatura per la Miglior attrice in un film commedia a Sally Field
- 2017 - Independent Spirit Award
  - Producers Award a Jordana Mollick